# Парламентские выборы в Руанде (2008)
С 15 по 19 сентября 2008 в Руанде прошли вторые со времён геноцида выборы в Палату депутатов. Фаворитом считался правящий Руандийский патриотический фронт, членом которого является президент Поль Кагаме. РПФ создал политический блок, в который вошли также шесть малых партий (исламские и христианские демократы, социалисты и т. д.). Он отметился яркой избирательной кампанией, включавшей многолюдное шествие. Сам Кагаме принимал участие в голосовании, заявив при этом о единстве народа и партии.
Выборы проходили в четыре этапа: в понедельник были избраны 53 депутата пропорциональным способом, во вторник — 24 женщины провинциальными советами, в среду — 2 юноши от молодёжного совета, в четверг — 1 инвалид от соответствующих ассоциаций. Следили за добросовестностью 50 наблюдателей Совета Европы. Бенита Ферреро-Вальднер, известный европейский дипломат, обратилась с посланием, в котором назвала успешный и достоверный исход выборов залогом демократического развития страны. Тем не менее, эмигрантские организации обвинили руандийскую избирательную систему в непрозрачности.
Уже по итогам первого этапа стало ясно, что РПФ сохранил преимущество в парламенте, также прошли несколько депутатов от социал-демократов и либералов.
| Партия                                                            | Партия                               | Число голосов | %     | Число мандатов | +/− |
| ----------------------------------------------------------------- | ------------------------------------ | ------------- | ----- | -------------- | --- |
| Коалиция Руандийского патриотического фронта                      | Руандийский патриотический фронт     | 3 655 956     | 78,76 | 36             | +3  |
| Коалиция Руандийского патриотического фронта                      | ПДК                                  | 3 655 956     | 78,76 | 1              | −2  |
| Коалиция Руандийского патриотического фронта                      | УДПР                                 | 3 655 956     | 78,76 | 1              | 0   |
| Коалиция Руандийского патриотического фронта                      | ИДА                                  | 3 655 956     | 78,76 | 1              | −1  |
| Коалиция Руандийского патриотического фронта                      | ППК                                  | 3 655 956     | 78,76 | 1              | +1  |
| Коалиция Руандийского патриотического фронта                      | ПСП                                  | 3 655 956     | 78,76 | 1              | New |
| Коалиция Руандийского патриотического фронта                      | ПСР                                  | 3 655 956     | 78,76 | 1              | 0   |
| Социал-демократическая партия Руанды                              | Социал-демократическая партия Руанды | 609 327       | 13,12 | 7              | 0   |
| Либеральная партия Руанды                                         | Либеральная партия Руанды            | 348 186       | 7,50  | 4              | −2  |
| Независимые кандидаты                                             | Независимые кандидаты                | 27 848        | 0,60  | 0              | 0   |
| Зарезервированные места                                           | Зарезервированные места              | -             | -     | 27             | 0   |
| Недействительные бюллетени                                        | Недействительные бюллетени           | 56 372        | -     | -              | -   |
| Итого                                                             | Итого                                | 4 697 689     | 100   | 80             | 0   |
| Количество избирателей\Явка                                       | Количество избирателей\Явка          | 4 752 540     | 98,85 | -              | -   |
| Источник: NEC Архивная копия от 14 апреля 2018 на Wayback Machine |                                      |               |       |                |     |